# Karol Henckel von Donnersmarck
Karol Henckel von Donnersmarck, właściwie Karol Boromeusz Józef Franciszek a Paulo Henckel von Donnersmarck (ur. 14 grudnia 1784 w Siemianowicach, zm. 7 maja 1813 w Dreźnie), baron i hrabia cesarstwa, ostatni feudalny pan Bytomia.

## Rodzice
Był najstarszym synem Łazarza III i jego drugiej żony hrabianki Antoniny Praschma von Bilkau.

## Życie i działalność
W wyniku reform Steina i Hardenberga przeprowadzonych w latach 1806 i 1808 został pozbawiony władzy nad miastami oraz ludnością wiejską zamieszkującą jego dobra. W 1806 r. został pruskim szambelanem i radcą legacyjnym.
W czasie wojen napoleońskich w 1807 polscy powstańcy splądrowali pałac w Siemianowicach oraz okoliczne dobra. W 1809 wyjechał do Austrii, gdzie wstąpił do armii. Służył w stopniu porucznika w husarii arcyksięcia Ferdynanda III Toskańskiego. Po roku wrócił na Górny Śląsk.
W 1813 został nominowany oficerem 1. Śląskiego Regimentu Husarii oraz adiutantem feldmarszałka Gebharda Blüchera. W dniu 2 maja 1813 brał udział w bitwie pod Groß Görschen w Saksonii. Poważnie ranny zmarł 7 maja 1813 w Dreźnie. Tymczasowo został pochowany w drezdeńskim kościele pw. Św. Jana. Na polecenie żony jego ciało przeniesiono do kaplicy zamkowej w Siemianowicach. Ostatecznie jego szczątki spoczęły w krypcie kościoła NMP w Bytomiu.

## Rodzina
Od 1810 był żonaty z hrabianką Eugenią Wengersky von Ungarschütz. Miał z nią jednego syna Hugona I.

## Ważniejsza literatura
- A.Kuzio-Podrucki, Henckel von Donnersmarckowie. Kariera i fortuna rodu, Bytom 2003
- Bytomski Słownik Biograficzny, p.red. J.Drabiny, Bytom 2004